# 两林乡
两林乡，是中华人民共和国湖南省湘西土家族苗族自治州凤凰县下辖的一个乡镇级行政单位。

## 行政区划
两林乡下辖以下地区：
两林村、禾当村、苟拐村、岔河村、凉井村、吾斗村、代高村、板井村、叭歌村、板如村、板当村、板交村、高果村和高岩村。